# Barmherzige Schwestern vom hl. Vinzenz von Paul (Mutterhaus München)
Die Barmherzigen Schwestern vom hl. Vinzenz von Paul sind eine Ordensgemeinschaft. Sie sind Teil der vinzentinischen Familie und Mitglied der Föderation Vinzentinischer Gemeinschaften.

## Geschichte
König Ludwig I. holte 1832 die Genossenschaft der Töchter der christlichen Liebe vom heiligen Vinzenz von Paul in das Königreich Bayern. Am 19. März 1832 kamen die spätere Ordensgründerin Ignatia Jorth und die Novizenmeisterin Apollonia Schmitt aus Straßburg, die von der Generaloberin Vinzenz Sultzer entsandt worden waren, in München an und gründeten eine neue Niederlassung. Zwischen 1837 und 1839 entstand das Mutterhaus der bayerischen Kongregation in der Nußbaumstraße. 1848 gab es bereits 16 Niederlassungen in Bayern. Die Gründungen in Innsbruck, Graz, Salzburg und Augsburg gingen von München aus, wo die St.-Vinzenz-Schwestern auch an der Universitätsklinik tätig waren. 1939 erreichte die Zahl der Schwestern mit 2847 in über 150 Niederlassungen ihren Höchststand.
Im Nationalsozialismus wurde die Arbeit der Kongregation stark eingeschränkt. Nach dem Krieg führten die Schwestern ihre Arbeit fort. Am 5. Februar 2007 zog das Mutterhaus in die Vinzenz-von-Paul-Straße 1 im Münchner Stadtteil Berg am Laim um. Das Klostergebäude an der Nußbaumstraße ging an den Freistaat Bayern, wobei die Klosterkirche profaniert wurde. Im Oktober 2016 gehörten der Ordensgemeinschaft 233 Schwestern an.

## Einrichtungen
Eine der wesentlichen Aufgaben der Barmherzigen Schwestern ist die Krankenpflege. Die Schwestern der bayerischen Niederlassungen sind vor allem in den zwei Krankenhäusern tätig, die sie selbst betreiben. Die Barmherzigen Schwestern wirken in München außerdem in sechs Altenheimen, in denen 640 Menschen ihren Lebensabend verbringen. Es handelt sich hierbei um das Alten- und Pflegeheim St. Michael in München-Berg am Laim, das Alten- und Pflegeheim St. Katharina Labouré in Unterhaching, das Alten- und Pflegeheim Waldsanatorium bei Planegg in der Gemeinde Krailling, das Alten- und Pflegeheim St. Adelheid in Ruhpolding, die Seniorenwohnanlage mit Pflegeheim St. Elisabeth in Teisendorf und das Alten- und Pflegeheim St. Hildegard für Ordensangehörige in Siegsdorf.
Die Barmherzigen Schwestern aus München sind außerdem Alleingesellschafter der Adelholzener Alpenquellen. Zur Teilversorgung ihrer Einrichtungen betreiben die Barmherzigen Schwestern zwei Bauernhöfe in Bad Adelholzen und Unterhaching. Außerdem unterhalten sie in München die Berufsfachschule für Krankenpflege Maria Regina, in der Gesundheits- und Krankenpfleger ausgebildet werden. Darüber hinaus gehören auch Erholungs- und Exerzitienhäuser zur Kongregation: Das Erholungshaus St. Vinzenz in Inzell, das Schwesternheim Bad Adelholzen, das Erholungshaus St. Hildegard in Siegsdorf und das Haus Luise in Unterwössen.

### Krankenhaus Neuwittelsbach
Das Krankenhaus Neuwittelsbach ist eine internistische Fachklinik. Die Kuranstalt wurde im Jahr 1885 gegründet und ab 1932 in eine Klinik für innere Krankheiten umgewidmet. Im Zweiten Weltkrieg wurde das Haus zerstört; nach dem Krieg kauften die Barmherzigen Schwestern das Grundstück und die Überreste des Gebäudes.

### Maria-Theresia-Klinik

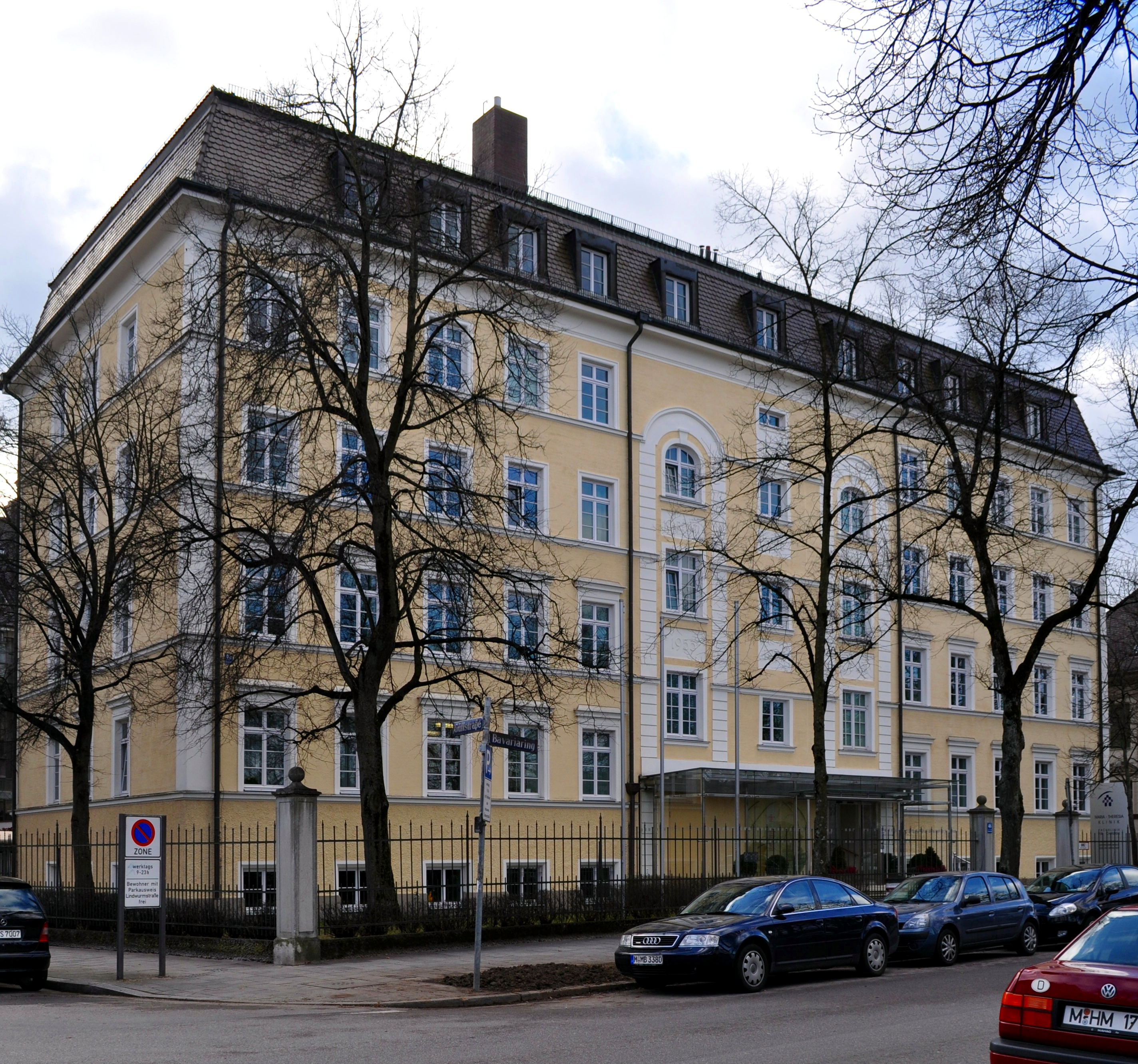
Maria-Theresia-Klinik

Die Maria-Theresia-Klinik in München ist eine chirurgische Fachklinik mit 68 Betten. Das Gebäude am Bavariaring 46 erbaute James Loeb und stellte es zunächst Emil Kraepelin unentgeltlich für Wohn- und Forschungszwecke zur Verfügung. Neben Kraepelin wohnte ab 1927 auch sein Mitarbeiter Johannes Lange mit Familie in dem Gebäude. Es ist das Geburtshaus des Theologen Ernst Lange. Nach dem Umzug der Deutschen Forschungsanstalt für Psychiatrie in ein Gebäude Loebs in Schwabing überließ er das Haus ab 1930 unentgeltlich Max Lebsche. Im Jahr 1952 übergab Lebsche die Klinik den Barmherzigen Schwestern. Anfang des 21. Jahrhunderts wurde die Klinik saniert. Seit 2005 ist die Klinik Akademisches Lehrkrankenhaus der Ludwig-Maximilians-Universität München.